# Штрасенхаус
Штрасенхаус (нем. Straßenhaus) — община в Германии, в земле Рейнланд-Пфальц. 
Входит в состав района Нойвид. Подчиняется управлению Ренгсдорф.  Население составляет 1940 человек (на 31 декабря 2010 года). Занимает площадь 10,16 км².
Коммуна подразделяется на 3 сельских округа.

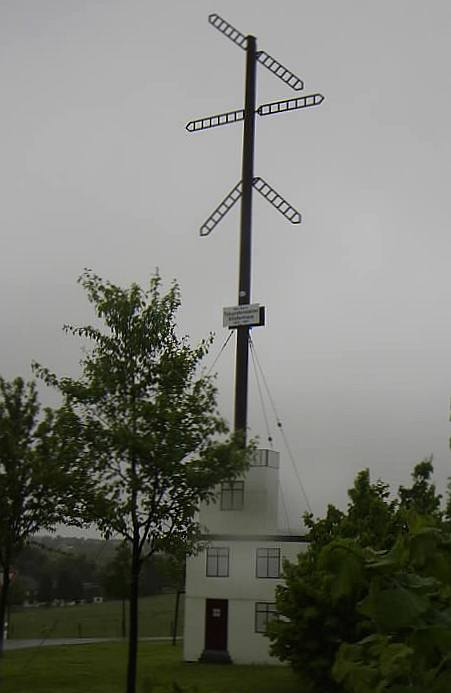
Штрасенхаус